# 크리스토퍼 고럼
크리스토퍼 고럼(Christopher Gorham, 1974년 8월 14일 ~ )은 미국의 배우이다.

## 출연 작품
- 나노인간 제이크
- 배트맨: 더 둠 댓 케임 투 고담 - 올리버 퀸 역 (목소리)
- 어글리 베티
- 천국의 맞은편